# Asplenium potosinum
Asplenium potosinum är en svartbräkenväxtart som beskrevs av Georg Hans Emmo Wolfgang Hieronymus. Asplenium potosinum ingår i släktet Asplenium och familjen Aspleniaceae. Inga underarter finns listade.